# نورما نعوم
نورما نعوم هي ملكة جمال لبنان 1999.

## المسيرة المهنية
قدّمت مع المصمم ربيع كيروز سنة 2006 برنامج تلفزيون الواقع بروجكت فاشن المصمم العربي على قناة المستقبل، حيث تزوجت مديرها العام السابق نديم منلا وانتهى الزواج بمشاكل قضائية.